# Richard Gerstl
Richard Gerstl (Vienna, 14 settembre 1883 – Salisburgo, 4 novembre 1908) è stato un pittore austriaco.

## Biografia
Richard Gerstl nacque in una famiglia benestante, figlio di Emil Gerstl, commerciante di origine ebraica e di Maria Pfeiffer.
Come studente evidenziò qualche problema caratteriale ed esistenziale, tanto da cambiare continuamente classe durante il suo corso al ginnasio, e indurre i suoi parenti a dargli un'educazione privata. Non più semplici si rivelarono i suoi rapporti con i docenti della Accademia di belle arti di Vienna.
Nel 1904 aprì, assieme al compagno di accademia Viktor Hammer, uno studio artistico.

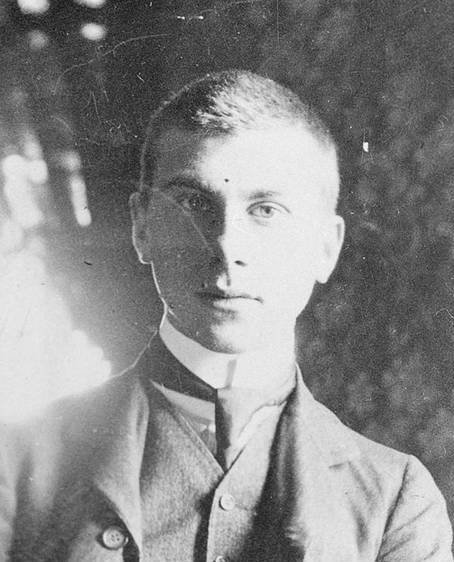
Richard Gerstl, 1905

Se la sua prima fase artistica si concretizzò nella ritrattistica, già all'età di vent'anni, Gerstl prese le distanze sia dai seguaci della Secessione viennese, sia dall' Art Nouveau.
I suoi maggiori ispiratori si possono rintracciare in Vincent van Gogh, nello spirito di Edvard Munch, con cui condivise la sua originale e dolorosa immagine del mondo e in Lovis Corinth.

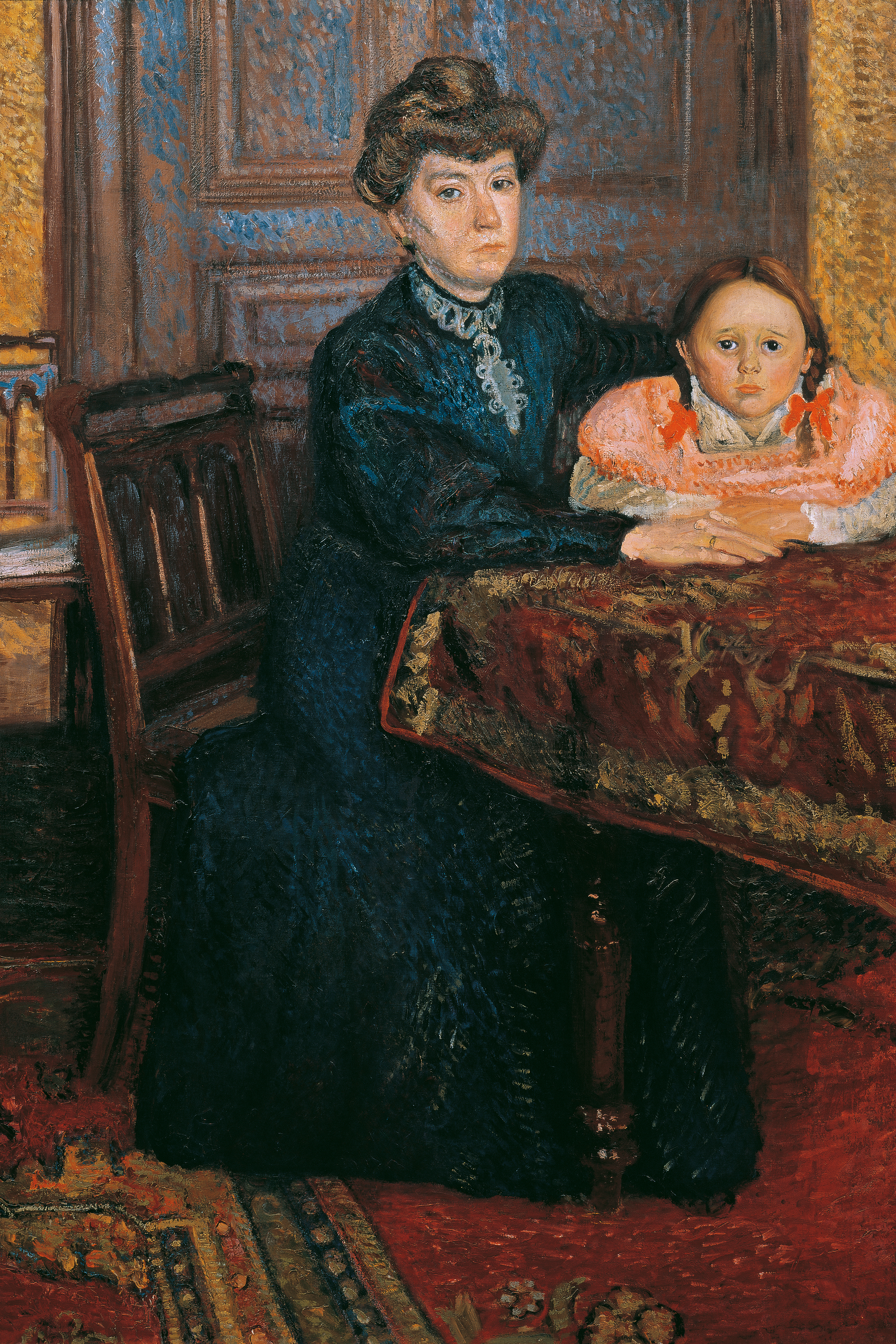
Ritratto della famiglia Schoenberg

Gerstl si mantenne, sostanzialmente, distante dai gusti dominanti del suo tempo e, non a caso, dedicò i suoi rapporti di amicizia ad artisti che nel loro campo seguivano tendenze di avanguardia, come Arnold Schönberg e Alban Berg, ai quali insegnò i segreti della pittura.

Con Schönberg e la famiglia di quest'ultimo il rapporto di amicizia di Gerstl fu molto profondo, ma anche tormentato con risvolti drammatici, soprattutto per la sua relazione con la moglie di Schönberg, che fu una delle cause del suo suicidio.
Le opere di Gerstl, immeritatamente trascurate sia dal grande pubblico sia dalla critica, vennero portate alla ribalta in Italia alla XXVIII Biennale di Venezia nel 1956 e negli Stati Uniti e nel mondo dal fondatore della Galerie Saint Etienne, Otto Kallir.
Secondo l'opinione del pittore e professore d'arte Hofmann, la pittura di Gerstl si risolse in una delle prime manifestazioni di liberazione spirituale, una reazione radicale di primitivismo, incentrato sulla potenza del colore per trasformare la forma in una espressione repentina e dolorosa. Quello che colpì maggiormente nelle sue opere fu l'intensità astratta, passionale, ma anche enigmatica.
La critica lo ha giudicato un fauves doloroso, anticipante l'Espressionismo e difatti proprio a Vienna nel 1908 Oskar Kokoschka realizzò le sue prime opere importanti, come il Musicista in estasi, in contemporaneità con il suo suicidio.
Con il suicidio, Gerstl non solo distrusse la sua esistenza, ma anche gran parte delle sue opere e dei suoi scritti.
Le opere significative di Gerstl furono realizzate fra il 1903 e il 1908, tra cui Albero nel parco Liechtenstein, La madre dell'artista, La famiglia Schoenberg, Autoritratto seminudo.